# Bochica withi
Bochica withi är en spindeldjursart som först beskrevs av Chamberlin 1923.  Bochica withi ingår i släktet Bochica och familjen Bochicidae. Inga underarter finns listade.